# Vladislav Habal
Vladislav Habal (* 2. dubna 1991, Sokolov, Československo) je český hokejový brankář působící v týmu HC Energie Karlovy Vary
.
Vladislav Habal je odchovanec sokolovského hokeje, ještě v žákovských kategoriích přestoupil do týmu HC Energie Karlovy Vary kde působí dodnes.
V sezóně 2012/13 byl členem juniorského týmu Karlových Varů, který hrál svou premiérovou sezónu v MHL, v ní zaznamenal celkem 11 zápasů bez inkasovaného gólu.
V sezóně 2013/14 odešel na hostování do týmu HC Baník Sokolov, kterému pomohl se dostat až do baráže o první ligu.
V sezóně 2014/15 se umístil na 22. místě v brankářských statistikách po základní části. Nepravidelně nastupoval v extralize jako brankář týmu HC Energie Karlovy Vary, kde se střídal s Tomášem Závorkou.
V sezóně 2015/16 odešel do týmu HC Slovan Ústí nad Labem, poté do týmu HC Benátky nad Jizerou.
V sezóně 2017/2018 se stal brankářem HC Košice kde společně se švédským brankářem Joakimem Lundströmem vytvořil úspěšnou brankářskou dvojici. V počátku sezóny začal jako brankář číslo 2, kde po Lundströmových nepřesvědčivých výkonech obsadil pozici prvního gólmana a dovedl HC Košice do čtvrtfinále play-off Slovenské Extraligy.